# 레드먼데이
레드먼데이(Red monday)는 증시가 개장되는 월요일을 이르는 말이다.
일요일에는 증시가 개장하지 않으므로, 지난주의 주가를 배경으로 월요일에 증시가 개장할 때 투자가 시작되어, 주가 전광판 신호등의 불이 빨갛게 모두 켜지게 되는 것에서 유래했다.